# Centra Atlántida
La Estación Centra Atlántida es una estación del servicio Transmetro y es una terminal de autobuses interurbanos y urbanos. La estación sirve de transbordo para las líneas 18, Extensión San Rafael y línea 17 del Transmetro y el servicio de Transurbano. Fue inaugurado por el alcalde Ricardo Quiñones el 17 de febrero de 2020.

## Historia
La estación fue fue inaugurada el 25 de abril de 2014 como una estación provisional. No fue hasta el 17 de febrero que ya fue inaugurada como una central de transferencia, en donde tiene transbordo con la extensión hacia San Rafael, la línea 17 que es una ruta alimentadora de Transmetro, el sistema de buses Transurbano, y otros buses del transporte extraurbano.